# Ceratodontidae
Ceratodontidae é uma família de peixes pulmonados que apenas tem espécies fósseis conhecidas. Tem dois gêneros descritos: Ceratodus e Metaceratodus.